# Byun Chun-sa
Byun Chun-sa est une patineuse de patinage de vitesse sur piste courte sud-coréenne.

## Jeux olympiques
- Jeux olympiques d'hiver de 2006 à Turin  Italie:
  -  Médaille d'or en relais sur 3000m.
- Championnats du monde de patinage de vitesse sur piste courte 2007 à Milan
  -  Médaille de bronze sur le 1500m